# Traïdor a la raça
Un traïdor a la raça és una referència pejorativa a una persona que es percep com donant suport a les actituds o posicions que es creu que estan en contra dels interessos o el benestar de la seva pròpia raça. Per exemple, una o ambdues parts en una relació interracial pot ser assenyalada o caracteritzada com a "traïdors a la raça".